# Nederlands Studenten Kampioenschap
Het Nederlands Studenten Kampioenschap (NSK) is bij veel sporten een jaarlijks kampioenschap waarbij instellingen van het hoger onderwijs, universiteiten en hogescholen uit heel Nederland samenkomen en strijden om de titel. De kampioenschappen worden georganiseerd onder auspiciën van Studentensport Nederland. Het evenement wordt aangekondigd met de afkorting NSK gevolgd door de sportnaam.